# Столбунка
Столбунка (бел. Стаўбунка) — река в Ветковском районе Гомельской области Белоруссии и Красногорском районе Брянской области России, левый приток реки Беседь. Длина — 22 км. Площадь бассейна — 192 км². Большая часть верховья и притоков канализована.